# 回声33年
回声33年（全称“回声33年内地流行音乐回顾与展望系列活动1979-2011”），2012年，中国内地发起了一次旨在挑选出改革开放以来内地华语乐坛最好的100张专辑和100首金曲，并借此次评选契机，展开一系列跟“回声33年”主题有关的活动，包括高峰论坛、主题沙龙、主题演唱会、音乐盛典等。

## 外部連結
- 内地流行音乐回声33年_影音娱乐-音乐_新浪网（页面存档备份，存于）